# International Fund for Animal Welfare

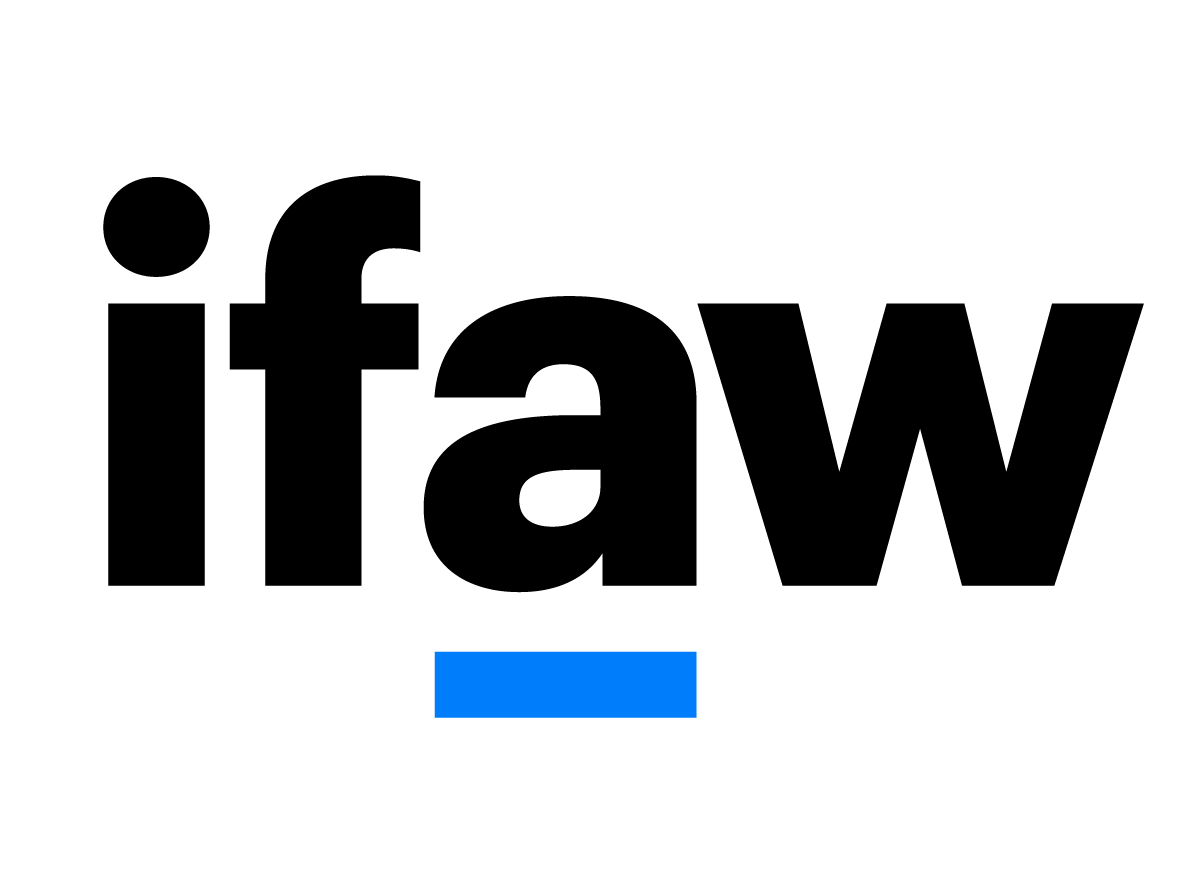
Logo van International Fund for Animal Welfare

Het International Fund for Animal Welfare (IFAW) is een in 1969 in Canada opgerichte organisatie die tot doel heeft dieren te beschermen. De organisatie werkt wereldwijd en heeft inmiddels afdelingen in een groot aantal landen. In Nederland heeft IFAW anno 2013 zo'n 150.000 donateurs en is daarmee een van de grootste dierenwelzijnsorganisaties in Nederland.
Het IFAW werkt wereldwijd en heeft geen winstoogmerk. De tegenwoordige president van IFAW is Azzedine Downes. Oorspronkelijk beoogde IFAW een einde te maken aan de jacht op zeehonden. Tegenwoordig richt men zich vooral op het geven van hulp aan dieren in crisissituaties (bijvoorbeeld de jacht op jonge zeehondjes), bescherming van walvissen, olifanten en zeehonden, beëindiging van de illegale handel met betrekking tot wilde dieren, en het helpen van huis- en gezelschapsdieren in nood. 
Het hoofdkwartier van IFAW is gevestigd in Cape Cod (Massachusetts, VS). De organisatie heeft afdelingen in Afrika, Australië, Canada, China, België, Frankrijk, Duitsland, India, Japan, Nederland, Rusland, Zuid-Afrika en het Verenigd Koninkrijk. Het dagelijks bestuur is gevestigd in Noord-Amerika. 
Het IFAW beschikt niet over het CBF-keurmerk, een Nederlands keurmerk dat aangeeft dat de giften van donateurs goed besteed worden, maar stelt haar jaarcijfers wel ter beschikking aan het CBF.